# Mimobarathra antonito
Mimobarathra antonito är en fjärilsart som beskrevs av Barnes 1907. Mimobarathra antonito ingår i släktet Mimobarathra och familjen nattflyn. Inga underarter finns listade i Catalogue of Life.